# 天保図録
『天保図録』（てんぽうずろく）は、松本清張の長編時代小説。『かげろう絵図』に時代的につながる形で、天保の改革実施時期の人間群像を描く。『週刊朝日』に連載され（1962年4月13日号 - 1964年12月25日号、連載時の挿絵は風間完）、1964年6月から1965年7月にかけて上中下巻の単行本が朝日新聞社より刊行された。

## あらすじ

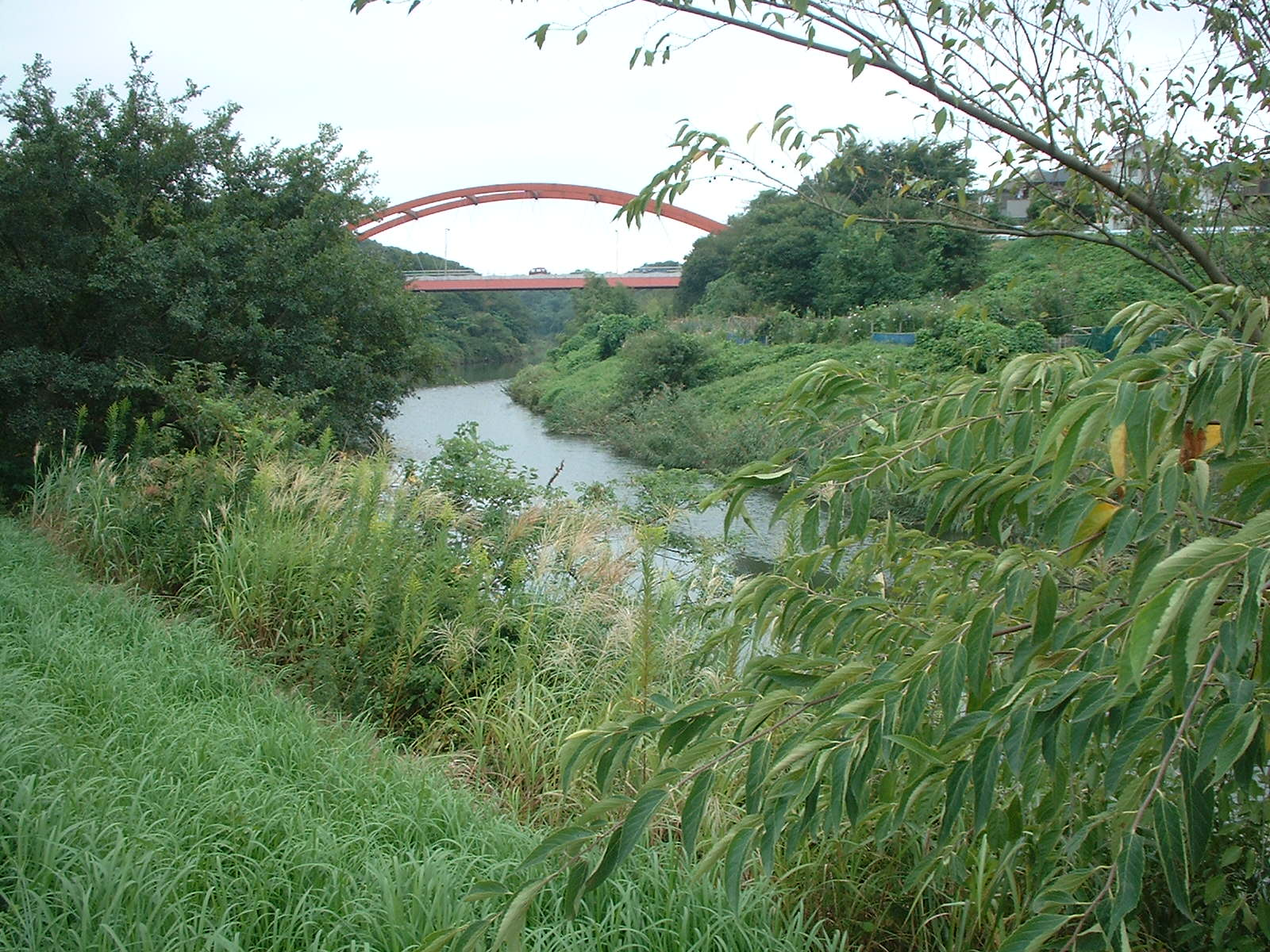
作中の舞台となる花見川の弁天橋付近

大御所家斉が天保12年の正月に死去すると、水野越前守忠邦は将軍家慶と通謀し、水野美濃守忠篤を御用部屋から追放、同様に家斉の信寵を受けた者は一掃され、忠邦は家斉政治の革新に着手する。忠邦に近づいていた鳥居耀蔵は、政令の徹底のために美濃守をさらに徹底的に叩きつけておくことが肝要で、また矢部駿河守が太田備後守と通じているとして南町奉行からの罷免を働きかけ、また密偵を使って矢部の弱点を探らせる。
長崎を出奔した本庄茂平次は、井上伝兵衛を介して耀蔵に取り入るが、その追従に不快をおぼえた伝兵衛に叱責される。伝兵衛と交遊のある飯田主水正の屋敷の前で人殺しが目撃され、現場に残された手がかりから、飯田主水正は被害者が西の丸大奥に出入りする部屋子のお雪であることを突き止める。御家人の石川栄之助は、屋敷近くの坂で伝兵衛の殺害に遭遇するが、西の丸奥向きの女中の櫛を入手したかどで牢入りとなる。他方、耀蔵の命で、茂平次は美濃守の帰依する教光院の修験僧了善のもとに入り、美濃守から頼まれて高尾山で忠邦調伏の呪法を祈祷したかどで了善を罪に陥れる。牢の外鞘で茂平次を見た栄之助は、伝兵衛を斬った男と同一人ではないかと考える。
耀蔵は蘭学に通じた高島秋帆を陥れる材料を探るため、茂平次に長崎行きを命じる。続いて矢部駿河守を謀略で罪を被せ、桑名に幽閉させる。長崎から女郎のお玉と共に帰路についた茂平次の前に、伝兵衛の弟・熊倉伝之丞が現われ、伝兵衛殺害の疑いで執拗に追跡する。耀蔵の後光を背負っているという意識の茂平次は、柳橋の茶屋で飯田主水正と対立するがかわされ、続いて耀蔵の策を得て巻返しをはかるが、栄之助らの結集した主水正の手腕に敗北する。かすかな不安を払おうと、耀蔵は、高島秋帆を江戸に召喚し獄舎につなぐ。
耀蔵を矢部に代えて南町奉行とした忠邦は、自分の改革の実行に存分にとりかかり、国防のため念願の印旛沼開鑿費用を金座の後藤三右衛門に出させようと考えていた。将軍家慶の日光社参を実現し、忠邦は絶頂の人となり、姉小路をはじめとする大奥の倹約令への抵抗を物ともせず、印旛沼開鑿工事に着手する。工事成功の報が続々と届くなか、外敵から江戸・大坂を守るための上知を閣議で通過させるが、紀州家は返事を渋る。耀蔵に印旛沼工事の実見を命じられた茂平次は、現地におもむくが再び伝之丞が現われる。伝之丞は了善と通じ茂平次を問い詰めようとするが、茂平次は出世の妨げとなる伝之丞・了善・お玉の三人を殺害する。
しかし印旛沼工事は見通しがつかなくなり、対立勢力が結集、耀蔵は落目となった忠邦を見限る。忠邦は失脚し、耀蔵は丸亀藩お預けとなり、連繋者は悉く逮捕収監、茂平次は護持院原で仇討ちされる。

## 主な登場人物
- 歴史的人物の実際に関してはリンク先を参照。

鳥居耀蔵
幕府の御目付。世間からは蝮の耀蔵と呼ばれ畏怖される。攘夷の信奉者、国粋主義者で儒学を支持し蘭学を嫌う。水野忠邦と結託し南町奉行から甲斐守の地位を得る。
本庄茂平次
長崎の地役人であったが職権を利用してのオランダ貿易品横流しが露顕し逐電、耀蔵に近づき江戸での出世を狙う。才知が利いて小気味よく立ち回る。
水野忠邦
越前守で老中に就任。仕事のできる手腕の人。異国船が出没する国防上の懸念から、印旛沼開鑿工事を悲願とする。
飯田主水正（いいだもんどのしょう）
青山に屋敷を持つ小普請旗本。十年前に妻に死なれ子供もいなかったが、闊達な性格で遊び好き。
深尾平十郎（ふかおへいじゅうろう）
浜中三右衛門の旧い友だちで小普請組の旗本。出世の意思はない。
小菊（こぎく）
柳橋の芸者。
井上伝兵衛（いのうえでんべえ）
耀蔵や茂平次の剣術師範。かなりの剣客で門人も多い。融通が利かず頑固。
熊倉伝之丞（くまくらでんのじょう）
井上伝兵衛の弟。松山藩松平隠岐守の家来。人一倍慎重。
お玉（おたま）
丸山遊郭の女郎で源氏名は玉蝶。江戸に向かう途中茂平次に謀られ三島の女郎に売られる。
了善（りょうぜん）
教光院の修験僧。茂平次に謀られ御蔵島に流罪となる。
石川栄之助（いしかわえいのすけ）
身を持ち崩し博打にふける御家人。石川疇之丞の従弟。
文字常（もじつね）
栄之助の常盤津の師匠。
伊代吉（いよきち）
栄之助の屋敷に入った泥棒。
卯助（うすけ）
薬研堀の岡っ引。小菊に未練がある。
林田治作（はやしだじさく）
南町奉行手付の与力。
浜中三右衛門（はまなかさんえもん）
耀蔵の家に出入りする表火番。
石川疇之丞（いしかわとものじょう）
耀蔵の家に出入りする支配勘定役。
お袖（おそで）
茂平次の従妹。水野美濃守の屋敷に奉公していたが暇を出される。
小松典膳（こまつてんぜん）
伝兵衛の道場の師範格の門弟。
熊倉伝十郎（くまくらでんじゅうろう）
熊倉伝之丞の息子。
篠田藤四郎（しのだとうしろう）
勘定組頭で梶野土佐守配下の代官。
後藤三右衛門
金座御金役改。忠邦に相当の金を融通する代わりに、目見以上の官位を望んでいる。
矢部定謙
駿河守。その手腕を買われ南町奉行に就く。
太田資始
備後守。退隠後は道醇と号し、駒込の下屋敷に住む。
川路聖謨
佐渡奉行で飯田主水正の兄事する友人。
高島秋帆
長崎の地役人。海外の事情に通じる碩学。
姉小路
大奥の年寄。大奥で絶大な勢力を持っている。
渋川六蔵
天文方兼御書物奉行。印旛沼開鑿工事を計画し、詳細を立案する。
土井利位
古河城主大炊頭。忠邦と同格に近い重臣。
徳川家慶
第12代征夷大将軍。進んで改革をしようとする意思はなく、事勿れ主義。

## エピソード
- 連載の合間に「『天保図録』編外 閑筆遊歩」が掲載された。桑名市では矢部定謙ゆかりの薬王寺や照源寺を、浜松市では水野忠邦ゆかりの浜松城を、長崎市では高島秋帆の屋敷址を、また千葉県では水資源開発公団の協力を得て印旛放水路を取材している[1]。
- 本作の速記を務めた福岡隆は「はじめの書き出しは硬いという編集部からの意見もあって、松本さん自身もだいぶ悩んでいた。口述が終わるたびに、「これでも硬いかね？」と、なんべんも私に訊いたものである」「松本さんは頭を抱えていたが、やがて本庄茂平次を登場させてから、ぐっと柔らかくなり、面白くもなった」と述べている[2]。印旛沼での取材は挿絵の風間完も同行した[3]。
- 歴史学者の松島栄一は、本作が1961年に著者が刊行した『幕末の動乱』の歴史叙述的試作を基盤として書かれ、同書ですでに鳥居耀蔵へ大きな関心がはらわれていることを指摘している。また、飯田主水正は『旗本退屈男』の早乙女主水之介を想起させ、その活躍ぶりもよく似ていると述べている[4]。
- 文芸評論家の野口武彦は「清張以前にも、天保時代の人物や事件を描いた時代小説はあった。天保時代の全体像を視野に収め、その総体を対象化した歴史小説は『天保図録』が最初である」と述べている[5]。